# The Puppet Master (album)
The Puppet Master (Господар Лутака) је музички албум данског хеви метал бенда Кинг Дајмонд издат 2003. године од стране издавачке куће Massacre Records. Албум је углавном сниман у Los Angered Recording студију у Гетеборгу. 

## Прича
Кинг Дајмонд је упознао Викторију након божићне представе под називом "Господар лутака" у Будимпешти. Годину дана након што су се срели његова љубав је почела да му недостаје и он је одлучио да је потражи. У току потраге, он наилази на жену господара лутака како убија неког бескућника. Затим је прати до зграде где бива ударен од позади и пада у несвест.
Када је повратио свест нашао се у везан у болничком кревету а испред њега су стојали господар лутака и његова жена са перорезом. Господар лутака му прилази и каже: "Прво твоје очи, затим кожа...учинићемо да се осећаш препорођеним", након чега је почео да му вади очи, а тело му претворио у лутку. Тело лутака је тако направљено да када дође у контакт у са крвљу оно оживљава (његово примарно стање је беживотна лутка). Инцидент који је избио приликом договора Ђавола и господара лутака око Кингове душе, заробио је исту у Кинговим извађеним очима. Затим је изложен у продавници лутака где је видео тело своје девојке, сада лутке, на другој полици.
Кингу и његовој вољеној је ушприцан пун шприц њихове крви ноћу, тако да они могу да вежбају рутину и да науче да играју за свог господара. Сваке ноћи Кинг и његова вољена причају својим очима са краја на крај просторије док убризгана крв не пресуши. Кинг је жртвован да сваке ноћи гледа како живот напушта њено тело, зато што га његове бесмртне очи спречавају да заспи. Потом, девојка случајно ушетава у зид где су смештене тегле пуне крви за лутке, и уништава њих 6. Она је затим послата у Берлин а Кинг обећава да ће је пронаћи поново.
Божић је поново стигао, по трећи пут у току приче, а Кинг ће наступати као мали дечак са бубњевима. На овој представи он намерно пада и ломи свој бубањ да би осрамотио господара лутака. За тај поступак он је продат другој продавници лутака где је закован за зид. У једном тренутку чуо је како господар лутака гради друго позориште, у Лондону, које ће бити под управом његовог сина и ћерке, и поново потврђује свој завет да ће пронаћи изгубљену љубав, или ће је видети "са друге стране".

## Листа песама
1. -  	King Diamond	1:55
2. -  	King Diamond	4:41
3. -  	King Diamond, Andy LaRocque	4:57
4. -  	King Diamond	5:19
5. -  	King Diamond	4:24
6. -  	King Diamond, Andy LaRocque	5:02
7. -  	King Diamond, Matt Thompson	3:16
8. -  	King Diamond	5:32
9. -  	King Diamond, Andy LaRocque	4:37
10. -  	King Diamond	4:38
11. -  	King Diamond	5:18
12. -  	King Diamond, Andy LaRocque	5:34

## Постава бенда
- Кинг Дајмонд - вокал
- Енди Ла Рок - гитара
- Мајк Вeд - гитара
- Хал Патино - бас гитара
- Мет Томсон - бубњеви